# Samuel Adams
Samuel Adams (Boston, 27. rujna / 16. po starom kalendaru 1772. – Cambridge, 2. listopada 1803.), bio je američki državnik i političar, jedan od Očeva osnivača Sjedinjenih Država lider massachusettskih radikala i američke revolucije, delegat Kontinentalnog kongresa (1774. – 1781.) i potpisnik Deklaracije o nezavisnosti.
Kasnije je vršio dužnosti zamjenika guvernera (1789. – 1793.) i guvernera (1794. – 1797.)  Massachusettsa.
Adams je inače bio drugi nećak Johna Adamsa drugog predsjednika Sjedinjenih Američkih Država.

## Biografija

### Počeci
Nakon dobrog školovanja (diplomirao je na Harvardskom koledžu - 1740.), nakratko je studirao pravo, a zatim se bacio u poduzetničke vode, ali su mu svi poslovi propali, pa se zaposlio kao carinik u kolonijalnoj upravi. Već je kao bostonski carinik, počeo opstruirati britanske zakone, jer nije naplaćivao takse, prikrivajući dokumentaciju - hrabro se izlažući posljedicima.
Istovremeno se uključio i u politički život na lokalnoj razini. Kad je britanski parlament donio Zakon o šećeru (Sugar Act) 1764. i porez na melasu, Adams je postao snažan protivnik britanske kolonijalne vlasti. Oštro je napadao taj zakon, i bio jedan od prvih kolonista koji su se bunili protiv oporezivanja bez prava zastupanja.
Nakon što je izabran za delegata u Donji dom kolonije Provincija Massachusetts, odradio je mandat do 1774., a nakon 1776. postao je i dužnosnik tog tijela, a od 1769. profilirao se kao vođa massachusettskih radikala, koji su se oštro suprotstavljali autoritetu britanskog parlamenta nad kolonijama.
Kad je 1767. britanski parlament izglasao Townshendove zakone (Townshend Acts) kojima su povećane carine u američkim kolonijama, kao kompenzacija za smanjenje poreza u Engleskoj,Adams nije uspio uvjeriti koloniste Massachusettsa na radikalniju pobunu, ali kad su u Boston ušla 2 britanska puka vojske, da spriječe krijumčarenje robe, učinio je sve da kod građana Bostona izazove odbojnost prema njima. Pisao je po lokalnim novinama, prikazujući ih kao silovatelja žena i razvio veliku propagandnu aktivnost protiv njih - što je nakraju dovelo do Bostonskog masakra. Adams je i taj događaj vješto iskoristio, traživši hitno uklanjanje vojske iz Bostona, i opoziv Townshendovih zakona. Pored propagandne aktivnosti, Adams se bavio i osnivanjem patriotskih organizacija, koje su kasnije imale veliku ulogu u borbi protiv Britanaca.
Kad je britanski parlament donio Zakon o čaju (Tea Act) - 1773., kojim je odobrio Istočnoindijskoj kompaniji monopol na prodaju čaja po kolonijama, Adams je pokazao sav svoj politički talent. Iako nije izravno sudjelovao u Bostonskoj čajanci, on je bez sumnje bio jedan od njezinih planera. Ponovno je bio vodeća figura Massachusettsa u opstruiranju Nepodnošljivih zakona koje je izglasao britanski parlament u znak odmazde za uništavanje čaja u Bostonskoj luci, a kao član Prvog Kontinentalnog kongresa, koji je govorio u ime Trinaest kolonija, zastupao je stav da se delegati moraju snažno usprotiviti britanskim zahtjevima. Kao član Provincijskog kongresa Massachusettsa 1774. – 1775., sudjelovao u izradi priprema za rat protiv Britanije.

### Adams kao članKontinentalnog kongresa
Kao član Kontinentalnog kongresa u kom je bio do 1781., Adams je bio manje uočljiv nego što je bio u Massachusettsu, jer je u kongresu bilo i drugih radikala. Zajedno s John Adamsom bio je među prvima koji je bio za konačno odvajanje od Velike Britanije, obojica su potpisali Deklaraciju o nezavisnosti, a obojica su imala velik utjecaj u kongresu.
Adams je bio član skupštine koja je skicirala ustav Massachusettsa - 1780. i bio član sjednice kad je njegova država ratificirala Federalni Ustav. Ali je Adams istovremeno bio i prvi anti-federalist koji se usprotivio ratifikaciji ustava, zbog straha da on daje previše moći federalnoj vladi, na kraju je ipak popustio, kad su federalisti obećali da će podržati određeni broj budućih amandmana, uključujući i Bill of rights.Izgubio je na prvim izborima za delegate Američkog kongresa. Na političku scenu se vratio kao sljedbenik Hancocka, pa je od 1789. do 1793. bio zamjenik guvernera Massachusettsa, a nakon toga i guverner od 1794. do 1797.
Kad su se počele rađati američke političke partije, povezao se s Demokratskim republikanacima, Thomasa Jeffersona. Nakon što je izgubio na partijskim izborima za predsjedničkog kandidata, upravo od Jeffersona 1796., povukao se iz javnog života.

## Vanjske poveznice
- Samuel Adams, na portalu Samuel Adams Heritage Society (engl.)
- Samuel Adams na portalu Encyclopædia Britannica (engl.)
- Official Commonwealth of Massachusetts Governor Biography  Arhivirana inačica izvorne stranice od 2. rujna 2012. (Wayback Machine)